# Наг
Наг (санскрит: नाग, „кобра“) е индийска управляема противотанкова ракета, разработена от компанията Бхарат Дайнамикс Лимитед като част от ИПРУР. Наг е многофункционална, многоплатформена ракета с възможност за разполагане на бронирана бойна машина, боен автомобил, летателни апарати или самостоятелна установка. За армията е предвидена установката Намика, която е произхожда от БМП-2 и пренася 8 ракети. Наг е вертикално атакуваща ракета с обсег 4 км (7 км ако се изстрелва от самолет или вертолет) и активно инфрачервено насочване. Теглото ѝ е 32 кг с 8-килограмова бойна глава. Максималната ѝ скорост е 230 м/сек. На въоръжение е само в Индия. След успешни изпитания в средата на 2008 е приета на въоръжение, с 443 поръчани ракети от армията. те трябва да бъдат доставени до 2011.